# Avialsa A60 Fauconnet
Dimensions
L'Avialsa A60 Fauconnet est la version fabriquée sous licence par Avialsa à Haguenau en France du planeur allemand Scheibe L-Spatz 55.
C'est un monoplan à aile haute cantilever en bois et toile sur un fuselage en tube d'acier soudé entoilé.
Le modèle a subi quelques modifications dont les principales ont concerné le fuselage, muni d'une coque pour mieux caréner le nez de l'appareil, et de lisses supplémentaires à l'arrière du fuselage. Les ailes reçoivent des cloisons marginales dépassant sous l'intrados pour protéger le bout de l'aile du contact avec le sol.

## Fabrication
La fabrication est, bien entendu, très semblable à celle du Sheibe Spatz. Le fuselage est en tube d'acier soudés avec une pièce en fibre de verre/résine recouvrant le dessus du nez et s'étirant autour du haut du poste de pilotage et entoilé sur sa partie arrière. La structure métallique est de section rectangulaire à l'avant puis évolue vers un triangle tête en bas à l'étambot. Des lisses en bois donnent une forme se rapprochant de l'ovale à la poutre arrière. La bulle en plexiglas se dépose entièrement pour l'installation du pilote.
Le planeur se pose sur un patin en frêne monté sur ressort et une roue fixe non freinée placée en arrière du centre de gravité.
La dérive et le plan fixe de profondeur sont coffrés et les gouvernes entoilées.
Les ailes sont en bois. Un coffrage en contreplaqué de bouleau entre le bord d'attaque et le longeron forme caisson de torsion. Les ailes sont entoilées du longeron au bord de fuite. Les ailerons sont coffrés. Des aérofreins DFS sortent à l'extrados et à l'intrados.
Le Fauconnet pouvait être acheté terminé ou en kit à divers niveaux de finition ce qui en diminuait le prix de revient.
Avialsa a produit 155 A60 entre 1961 et 1970. 15 appareils supplémentaires seront produits par Rocheteau à Joigny entre 1974 et 1980.
En 2019, selon le site de la direction générale de l'Aviation civile (DGAC) 47 A60 restent inscrit au registre des aéronefs soit presque le tiers des effectifs initiaux.

## En vol
L'installation du pilote à bord fait basculer l'appareil qui vient s'appuyer sur son patin tandis que la béquille de queue se soulève. Lors du décollage la traction du remorqueur suffit à relever le nez et à mettre rapidement le planeur en ligne de vol. Lors de l’atterrissage, c'est le patin qui se charge du freinage car la roue ne comporte pas de frein.
Le Fauconnet avec sa faible charge alaire est principalement un excellent « gratteur » à l'aise dans les petites ascendances en revanche il est fort inconfortable par gros temps.
Ses aérofreins, sans atteindre l'efficacité de ceux d'un WA-30 Bijave, sont suffisants pour des atterrissages en campagne sans risques.

## Dans la culture populaire
Le roman La question du Sphinx de Michel Mouton raconte les aventures d'un jeune élève-pilote qui effectue son lâcher sur planeur Fauconnet.